# Локарно (Верчели)
Локарно је насеље у Италији у округу Верчели, региону Пијемонт.
Према процени из 2011. у насељу је живело 165 становника. Насеље се налази на надморској висини од 439 м.